# منتخب البرازيل لهوكي الجليد
منتخب البرازيل الوطني لهوكي الجليد هو ممثل البرازيل الرسمي في المنافسات الدولية في هوكي الجليد .